# Palazzi rinascimentali di Orvieto

## Palazzetto Mancini
Il Palazzetto Mancini si trova in piazza dell'Erba.
È stato restaurato verso la metà del XV secolo su un palazzo medievale.
Sulla facciata è addossato lo zoccolo di un'antica torre.

## Palazzi Bisenzi e Giulietti
Presso il Corso Cavour si trovano i palazzi Bisenzi e Giulietti. Il primo si trova sulla destra partendo da Piazza della Repubblica. Fu riadattato secondo i propri gusti nel XVI secolo dalla famiglia Albani. Fu nuovamente ristrutturato nel XIX secolo, per farne un albergo.
Di fronte si trova l'altro palazzo, abitazione dell'allora sindaco di Orvieto (dal 1893 al 1910) Alfonso Giulietti (da cui prende il nome).
Costui lo fece ristrutturare secondo i gusti personali con affreschi in stile proto-liberty da Federico Ballester nel 1891.

## Palazzo Alberi
Nei pressi dei palazzi Bisenzi e Giulietti vi è il Palazzo Alberi.
Questo palazzo prende il nome dall'arcidiacono Antonio Alberi che lo restaurò sul finire del XV secolo.
Risulta incompiuto con alcune bifore della costruzione preesistente otturate. Tuttavia fu momentaneamente domicilio del governatore.

## Palazzo Aureli-Missini
Presso una piazzetta dove si trovava la chiesa di San Leonardo (piazzetta sita sempre lungo il Corso Cavour) si trova Palazzo Aureli-Missini che consta di una torre angolare.
Fu più volte restaurato; l'ultimo restauro è dovuto all'architetto Giuseppe Ridolfi nel 1786.

## Palazzo Valentini
Questo palazzo è sito in via Garibaldi e fu sede del cardinale Tiberio Crispo che lasciò segno del suo passaggio commissionando gli affreschi con lo stesso stile degli altri affreschi siti a Castel Sant'Angelo dipinti da Cesare Nebbia, lo stesso a cui si è attribuiti gli affreschi del soffitto della galleria delle mappe ai musei vaticani.

## Palazzo Benincasa
Questo palazzo è sito in Piazza Clementini e fu edificato da Girolamo Benincasa (da cui parrebbe prendere il nome) negli anni quaranta e cinquanta del 1500.
Presenta dei fregi secondo il gusto della famiglia Farnese.

## Palazzo Bucciosanti
Questo palazzo fu commissionato dal conte Biagio Bucciosanti, il quale affidò l'incarico della sua costruzione all'architetto Paniconi, della scuola del Vespignani, nel 1875. La facciata doveva occupare tutta la Piazza del Popolo, ma il progetto rimase irrealizzato.

## Palazzo Buzi
Sito presso il complesso di San Bernardino, fu edificato da Ippolito Scalza intorno al 1580 in stile tardo manierista.
Nell'interno presenta dei cicli affrescati da Cesare Nebbia e Giovan Battista Lombardelli, insieme ad altri pittori dell'epoca.
Vari passaggi di proprietà susseguitisi dal settecento all'Ottocento portarono a varie modifiche dello stabile (fu addirittura asportato il portale per adornare il palazzo Gualterio) anche alcuni dipinti furono aggiunti, come quelli attribuiti a Mariano Piervittori e quelli dovuti ad epoche successive (nella cappella su commissione dei padri Mercedari, che sono gli ultimi proprietari).

## Palazzo Cartari
È sito presso il Duomo. Trattasi di un edificio medievale col piano nobile restaurato nel Cinquecento.
Presenta dei soffitti a cassettoni lignei pitturati.

## Palazzo Carvajal-Simoncelli
È in Via Malabranca e fu opera di Ippolito Scalza. Fu commissionato nella prima metà del XVI secolo dal cardinale Bernardino López de Carvajal.
Questo palazzo fu edificato su costruzioni dei Filippeschi e durante la sua costruzione fu annesso anche l'adiacente oratorio di San Savino la cui la torre crollò rovinosamente nel 1616.
La facciata è in basalto. In un'epigrafe a forma di striscione a lunga fascia vi è la scritta in spagnolo:
Carvajal des Carvajal por comodidad de sus amigos padron (Il padrone fa sapere di aver fatto erigere questo palazzo per agiatezza dei suoi amici).
Invece sulla trave principale presso l'ingresso vi è l'iscrizione in latino volgare:
Portus non porta boni non mali (porto di bene, non porta di male).

## Palazzo Clementini
È sito in Piazza Ippolito Scalza ed è sede del liceo classico di Orvieto. Fino al 2008 è stato anche sede della biblioteca comunale.
È stato iniziato da Ippolito Scalza nel 1567 e rimasto incompiuto fino al 1937 quando fu completato sotto la direzione dei lavori di Gustavo Giovannoni.

## Palazzo comunale
La facciata fu ammodernata da Ippolito Scalza nel 1600 circa. Il progetto comprendeva l'ampliamento dello stabile, il quale non è stato mai attuato.

## Palazzo Crispo-Marsciano
È sito in Piazza Guglielmo Marconi.
È stato progettato da Antonio da Sangallo il Giovane per Tiberio Crispo, parente di papa Paolo III.
In seguito fu ultimato da Simone Mosca per Ludovico dei Conti di Marsciano.

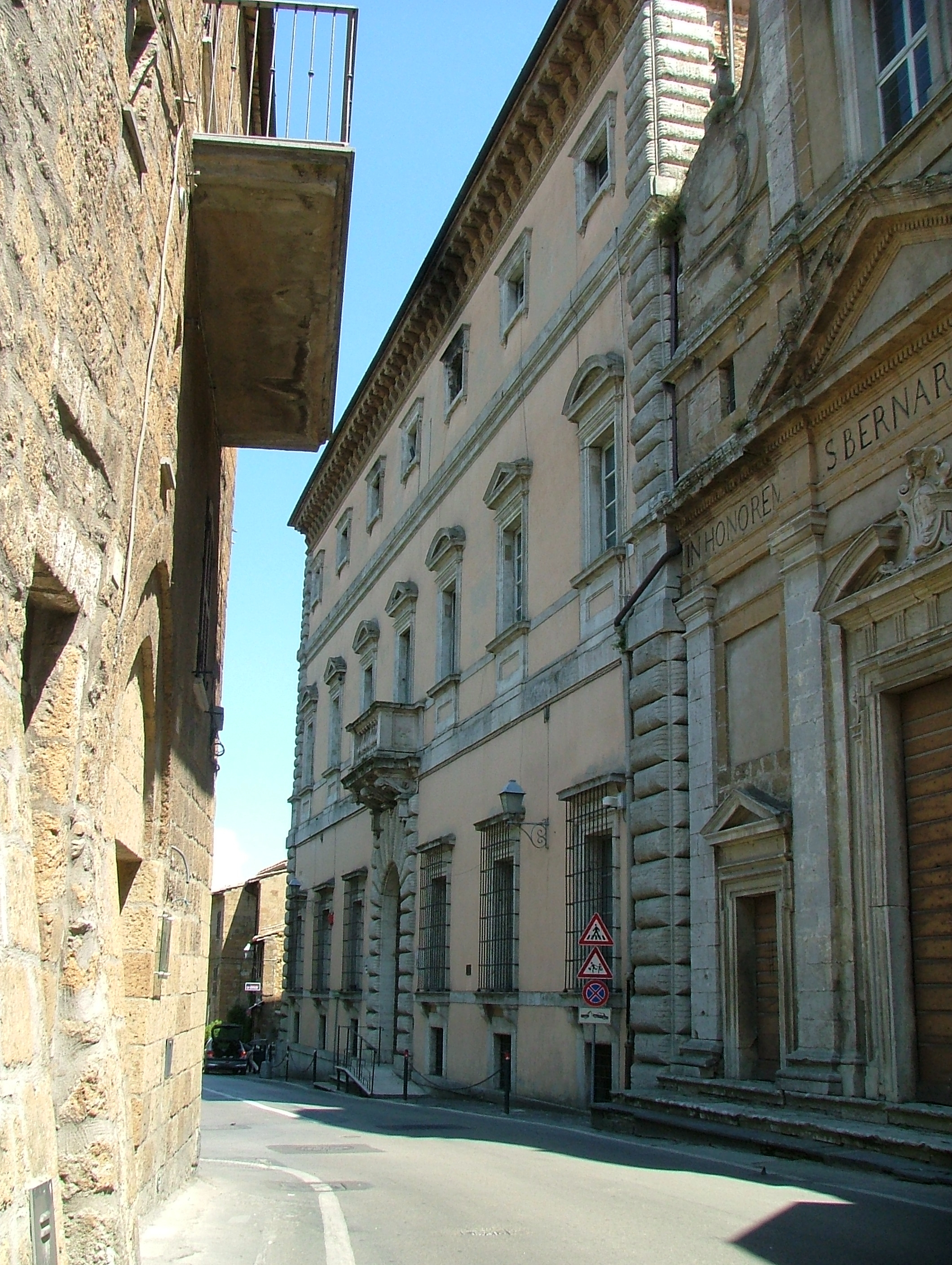
Palazzo Crispo-Marsciano in Orvieto, opera di Antonio da Sangallo il giovane

## Palazzo dei Sette e Torre del Moro
Attualmente è sede di un centro culturale, ma anticamente conobbe passaggi di proprietà, dapprima fu dei Della Terza, poi del papa, del collegio dei Sette e, forse, di Antonio da Sangallo.
Nel 1515 Leone X donò gli stabili al comune noti come torre del papa e Case di Santa chiesa. Poi fu del governatore.
All'angolo sito all'incrocio con Via della Costituente vi è una targa con incisa una terzina del Purgatorio dantesco ove cita tra i Montecchi e i Capuleti anche i Monaldeschi ed i Filippeschi.

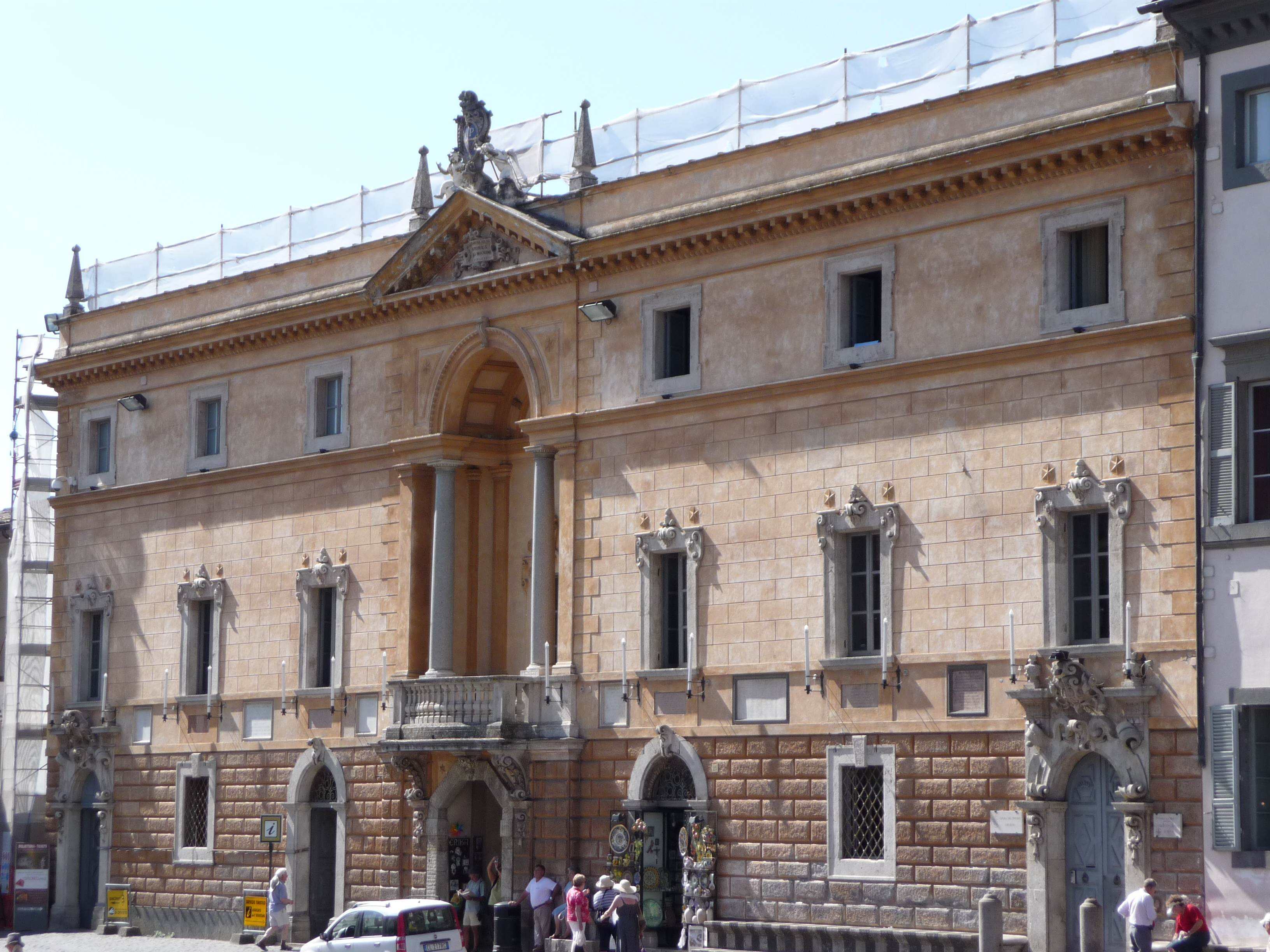
Palazzo dell'Opera del Duomo.

## Palazzo dell'Opera del Duomo
Questo palazzo è sede dell'opera del Duomo sin dal 1290. La facciata è del 1629 con alcuni ampliamenti eseguiti nell'Ottocento.

## Palazzo Faustini
È sito in Via Pecorelli. È stato ultimato per l'anno giubilare 1575.
Gli affreschi all'interno sono dell'epoca della costruzione.

## Palazzo Febei
È sede di una banca.
Come testimoniato da una scritta sull'architrave, questo palazzo anticamente era una biblioteca pubblica, i cui libri sembrano furono forniti dal cardinale Francesco Maria Febei.
Il palazzo fu progettato e realizzato quasi per intero da Giovanni Tommaso Ripoli tra il 1660 ed il 1670.

## Palazzo Gualterio
È sito di fronte alla Torre del Moro.
È stato costruito da Sangallo.
Prende il nome dalla famiglia che ristrutturò il palazzo. I lavori di ristrutturazione furono affidati, tra l'altro, al Mosca.
Tra gli ultimi ad abitarvi della famiglia fu il senatore Filippo Antonio Gualterio e gli oggetti d'arte che erano all'interno vennero suddivisi tra il museo civico e il palazzo comunale, entrambi ad Orvieto.

## Palazzo Guidoni
È sito a Corso Cavour.
È stato realizzato da Ippolito Scalza.

## Palazzo Mangrossi
Sito nei pressi di Piazza San Giuseppe.
È in stile cinquecentesco.
Nella facciata vi sono dei simboli esoterici ed allegorici.

## Palazzo Marabottini
È sito in via Pecorelli.
Particolari sono le curvature delle finestre, l'assenza dei marcapiani e l'utilizzo del travertino.

## Palazzo Mazzocchi
È sito in piazza Vitozzi (ex piazza della legna) fu disegnato da Andrea Galeotti nel biennio 1829-30.

## Palazzo Missini
È sito nella stessa piazza del palazzo precedente. In seguito cambiò nome in Palazzo Ravizza.
Fu restaurato dal Paniconi e abbellito dalla scuola dell'Angelini.

## Palazzo Monaldeschi-Marsciano
È sito nei pressi di piazza San Francesco all'imbocco di via dei Marsciano.
Prima il progetto fu affidato a Simone Mosca, indi a Ippolito Scalza su commissione di Sforza Monaldeschi della Cervara. 
Ippolito Scalza ideò il soffitto a cassettoni del corridoio che porta al piano nobile (1574). In seguito fu chiamato una 3ª troupe diretta da Cesare Nebbia. La successione di pitture nella sala caminata raffigura scene di stampo astrologico, mitologico ed araldico.
Nel 1602-1603 divenne di proprietà di Orazio dei Conti di Marsciano, che lo acquistò dalla Congregazione dei Baroni e lo trasmise poi per via ereditaria ai discendenti di generazione in generazione mantenendosi all'interno della famiglia dei Conti di Marsciano per più di 250 anni e fino al 30 giugno 1866, giorno in cui venne ceduto in blocco insieme a tutto l’ex feudo di Carnaiola da Alessandro di Alfonso di Marsciano a Pasquale di Giuseppe Meoni, già affittuario della tenuta di Carnaiola stessa. Perduta la funzione di dimora nobile, il palazzo divenne sede di istituti scolastici, fino al 2011 in cui l'Istituto Statale d'arte lascia il palazzo.

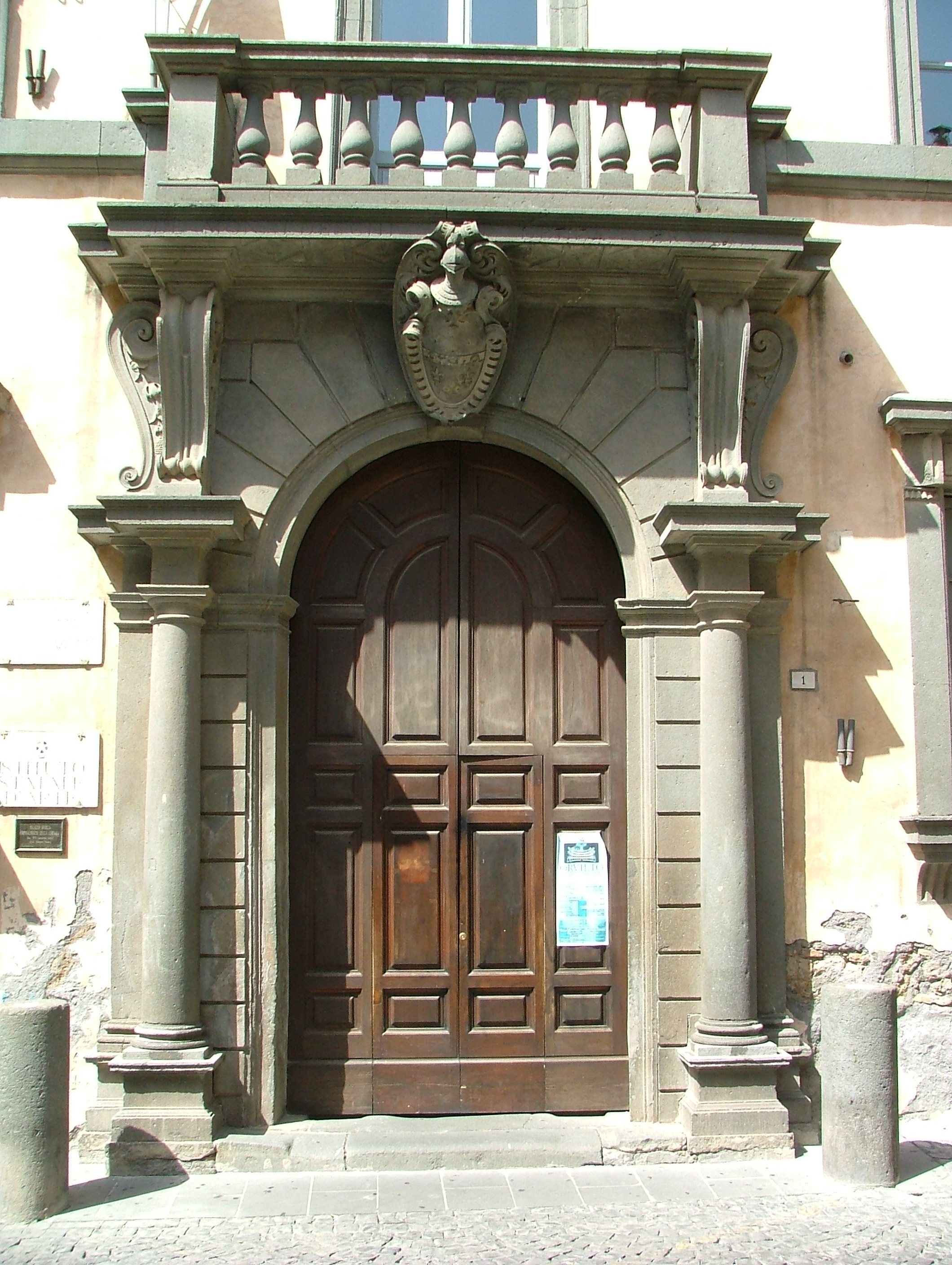
Portale d'ingresso del palazzo Monaldeschi della Cervara-Marsciano

## Palazzo Ottaviani
È sito in piazza della Repubblica.
Nell'Ottocento c'era la locanda delle belle arti, ove, nel 1867 pernottò Garibaldi. Ora c'è una banca.

## Palazzo Pandolfi
È sito in Via del Duomo.
La facciata viene attribuita al Valadier.
All'interno vi sono delle sale dell'epoca dell'Angelini e del Piervittori.
Fu sede dapprima della sottoprefettura indi dell'ingegnere Netti che affidò la costruzione della cappella di Umberto Prencipe.

## Palazzo Petrucci-Urbani
È sito in Corso Cavour. Il suo restauro è stato attribuito a Michele Sanmicheli. Il committente dell'opera fu Girolamo Petrucci che, nel 1516 abbandonò l'idea di erigere un nuovo palazzo alla periferia di Orvieto, optando per la ristrutturazione di quello che aveva appena acquistato nella via del centro della cittadina.
I lavori furono notevoli e, oltre a rivedere interamente gli interni, l'architetto Veronese ebbe modo di progettare una nuova facciata su tre livelli.

## Palazzo Polidori
La torre è originale dell'epoca.
All'interno vi è un cortile con 2 portici laterali con archi e colonne in stile tardo quattrocentesco.

## Palazzo Ravizza
È sito a lato dell'arco creato dal Vespignani.
Il Paniconi lo ammodernò alla maniera del Sangallo.

## Palazzo Saracinelli
È sito in via Alberici.
Fu ristrutturato da Ippolito Scalza su vari pezzi medievali.

## Palazzo Simoncelli
È sito in Via Malabranca (entrata anche da Piazza Simoncelli).
La facciata è in stile tardo cinquecentesco.
All'interno vi sono decorazioni e riadattamenti in stile sette-ottoceonteschi.